# Синглетон, Хью
Хью Синглетон (англ. Hugh Singleton; 30 июля 1851, Беркенхед, Великобритания — 17 декабря 1934, Шрусбери, Великобритания) — католический прелат, ординарий епархии Шрусбери.

## Биография
Хью Синглетон родился 30 июля 1851 года во городе Беркенхед Великобритания. 25 июля 1880 года был рукоположён в священника.
1 августа 1908 года Римский папа Пий X назначил Хью Синглетона епископом Шрусбери. 21 сентября 1908 года Хью Синглетон был рукоположён в епископа.
Умер 17 декабря 1934 года.